# Anna Szymańczyk
Anna Szymańczyk, née le 20 juin 1987 à Olsztyn (Pologne), est une actrice polonaise.

## Biographie
Anna Szymańczyk est diplômée en 2010 de l'Académie de théâtre de Varsovie.
Elle fait ses débuts avec le rôle de Mme Zero dans la pièce Maszyna do liczenia au Teatr 6. piętro (pl) (litt. Théâtre du 6e étage) de Varsovie. Elle reçoit un prix spécial au 18e Festival des écoles de théâtre de Łódź.
Elle coopère avec le théâtre STU (pl) de Cracovie et le Théâtre dramatique de Varsovie.

## Filmographie partielle

### Au cinéma
- 2011 :  Listy do M. : vendeuse
- 2017 :  Vsetko alebo nic  (version polonaise, voix)
- 2017 : Kochanka Szamoty ( Szamota's Mistress) : la secrétaire d’Hoffman
- 2018 :  Kler : Mrozowska
- 2018 :  Milosc jest wszystkim : Sylwia „Rzepicha”, sœur de Stefana
- 2021 : Belle d'automne : femme dans la file d’attente
- 2021 :  Wesele : secrétaire Ruta
- 2021 : Kontrakt : Konstancja
- 2022 :  Nie cudzolóz i nie kradnij : Bartender Justyna
- 2023 : Le Remède à l'oubli (Znachor) : Zośka
- 2024 :  No Pressure (Nic na siłę) : Oliwia Madej

### À la télévision
| Année                      | Titre                                    | Rôle                                     | Notes             |
| -------------------------- | ---------------------------------------- | ---------------------------------------- | ----------------- |
| 2009                       | Synowie                                  | dziewczyna                               | épisode 12        |
| 2009                       | Przystań                                 | Daga                                     | 13 épisodes       |
| 2011                       | Instynkt                                 | kelnerka w zajeździe                     | épisode 2         |
| 2011–2015                  | Pierwsza miłość                          | Dagmara Maciejewska                      |                   |
| 2012                       | Świat według Kiepskich                   | dziewczyna                               | épisode 405       |
| 2012                       | Anna German : Le Secret de l'aigle blanc | Katarzyna Gärtner                        | épisode 5         |
| 2014                       | Na krawędzi 2                            | Karolina Stachyra                        | épisode 10        |
| 2016–2018                  | Na Wspólnej                              | Aneta Wójcik                             |                   |
| 2017                       | Niania w wielkim mieście                 | niania w agencji « Nianie na zawołanie » | épisodes 5 et 9   |
| 2017                       | Komisarz Alex                            | Sonia Kalinowska                         | épisode 114       |
| 2018–2020                  | O mnie się nie martw                     | Kaśka Popławska                          |                   |
| 2018                       | Na dobre i na złe                        | Iga, córka Niny Ostrowskiej              | épisode 718       |
| 2019                       | Ojciec Mateusz                           | Magda Koniec                             | épisode 285       |
| 2019                       | Gabinet numer 5                          | pielęgniarka Ania Występek               |                   |
| 2020                       | Święty                                   | Sara                                     |                   |
| 2020                       | Szadź                                    | Olga                                     | épisodes 6 et 7   |
| 2021                       | Bo we mnie jest seks                     | kobieta z kolejki                        |                   |
| 2021                       | Wesele                                   | Ruta, sekretarka Wilka                   |                   |
| 2021                       | Backdoor. Wyjście awaryjne               |                                          |                   |
| 2022                       | Domek na szczęście                       | Basia, córka sołtysa                     |                   |
| 2022                       | Stulecie Winnych                         | Jola                                     | épisodes 50 et 52 |
| 2022                       |                                          |                                          |                   |
| 2023                       |                                          |                                          |                   |
| Camera Café. Nowe parzenie | Fretka                                   |                                          |                   |
| 2024-                      | Na dobre i na złe                        | Iga Kaczorowska                          |                   |
| 2024                       |                                          |                                          |                   |
| Lady Love                  | Lucyna Liss « Lucy Love »                |                                          |                   |

### Doublage
- 2009 : Harry Potter et le Prince de sang-mêlé
- 2011 : Zack et Cody, le film
- 2011 : Un monstre à Paris
- 2011 : La Bataille de Varsovie, 1920
- 2012 : Les Pirates ! Bons à rien, mauvais en tout
- 2014 : Cloud 9 : L'Ultime figure
- 2014 : Clochette et la Créature légendaire : La Flèche
- 2021 : Encanto : La Fantastique Famille Madrigal : Luisa Madrigal[4]

## Récompenses et distinctions
- (en) Anna Szymańczyk : Récompenses, sur l'Internet Movie Database